# 克羅恩島
67°7′S 50°52′E / 67.117°S 50.867°E
克羅恩島是南極洲的島嶼，位於恩德比地的阿蒙森灣，處於比弗島以東1公里，在1956年被澳大利亞探險隊發現，以莫森站的氣象學家命名。